# American Wirehair
Die American Wirehair oder Amerikanische Drahthaarkatze ist eine Hauskatzen-Rasse, die in New York entstanden ist. Da es nur sehr wenige Züchter dieser Rasse gibt, ist sie selbst in Amerika sehr selten, in Europa selten zu finden.

## Geschichte
Die erste American Wirehair wurde 1966 in einem Wurf einer Bauernhofkatze in Verona, New York, entdeckt. Der Kater war rot mit weiß und hatte ein eigenartig drahtiges Fell, welches aufgrund eines Gendefektes entstanden ist. Eine am Ort wohnende Rexkatzen-Züchterin übernahm ihn, gab ihm den Namen Council Rock Farm Adam of Hi-Fi und startete mit einer Wurfschwester (Tip-Toe of Hi-Fi) ein Zuchtprogramm.
Aus dieser wiederholt gemachten Verpaarung entstammten drahthaarige Nachkommen, von denen viele an interessierte Züchter verkauft wurden. Die Population wuchs und Katzen wurden auch nach Kanada und Deutschland exportiert. Die Katzen dieser Rasse wurden zwar seit 1967 registriert, also in das Zuchtbuch aufgenommen, aber erst 1978 erhielt die American Wirehair ihre Anerkennung. Auch heute noch wird die American Wirehair unter anderem mit der American Shorthair gekreuzt, um die Rasse zu erhalten.

## Eigenschaften

### Genetik
Drahthaar ist genetisch dominant über das normale Haar. Es ist ungewöhnlich, dass sich diese Art des Fells nicht bei anderen Mutationen gebildet hat. Drahthaarkatzen können alle auf Council Rock Farm Adam zurückgeführt werden. Es wird von ihnen gesagt, dass sie sehr anpassungsfähig und widerstandsfähig gegen Krankheiten sind. Viele Katzen dieser Rasse werden in Allergiker-Haushalte vermittelt, da sie das Enzym das die "Katzenhaarallergie" auslöst wenig (bis gar nicht) bilden, welches über das Ablecken des Fells außerhalb des Körpers gelangt.

### Erscheinung
Das Fell ist federnd, dicht und rau, die Schnurrhaare sind oft gelockt. Viele Menschen empfinden es als angenehm. Die Katzen sind kraftvoll und muskulös und haben den gleichen Standard wie die American Shorthair. Sie können auch wie diese in allen Farben (außer points) gezüchtet werden. Wenn die American Wirehair zur Welt kommt, sehen sie in den ersten drei bis fünf Monaten aus wie die American Shorthair. Ab dem 4. Monat kommt erst das Wirehair-Fell zum Vorschein, bei den Kätzinnen ist dies meist stärker ausgeprägt als bei den Katern. Die typische Fellzeichnung verschwimmt etwas und ist nicht mehr so deutlich zu sehen.

### Temperament
Die American Wirehair ist intelligent, anhänglich, ruhig, zurückhaltend, treu, verspielt und neugierig. Bei Katzenhaltern die tagsüber arbeiten, schlafen die Katzen gegenüber Freigänger-Katzen sehr viel.